# Велебецкое
Велебецкое — деревня в Великолукском районе Псковской области России. Входит в состав сельского поселения «Переслегинская волость».
Расположена на западе района, у юго-западной границы райцентра города Великие Луки севернее линии железной дороги направления на Новосокольники. В 0,5 км юго-восточнее находится железнодорожный разъезд (станция) и населённый пункт (станция) Воробецкая.
Численность населения по оценке на 2000 год составляла 8 человек, на 2010 год — 15 человек.